# ابراهیم صولی
ابواسحاق، ابراهیم بن عباس صولی (۷۹۲–۸۵۷م) شاعر، کاتب و مقام‌دار عباسی ترک تبار و اصالتا از ترکان شهر گرگان بود. پدربزرگش محمد، از رجال دولت عباسی و داعیان آن بود. ابراهیم خود در بغداد بزرگ شد و نزد عباسیان جایگاهی والا داشت. او کاتب معتصم، واثق و متوکل بود. در دیوان‌های گوناگون دولتی خدمت گزارد. دیوان رسائل، دیوان شعر، کتاب الدولة، کتاب العطر و کتاب الطبیخ از آثار برجای مانده اوست.